# Carapichea
Carapichea är ett släkte av måreväxter. Carapichea ingår i familjen måreväxter.
Kladogram enligt Catalogue of Life:
| Carapichea | \| \| Carapichea affinis \| \| \| \| \| \| Carapichea dolichophylla \| \| \| \| \| \| Carapichea guianensis \| \| \| \| \| \| Carapichea ipecacuanha \| \| \| \| \| \| Carapichea ligularis \| \| \| \| \| \| Carapichea lucida \| \| \| \| |
|            | \| \| Carapichea affinis \| \| \| \| \| \| Carapichea dolichophylla \| \| \| \| \| \| Carapichea guianensis \| \| \| \| \| \| Carapichea ipecacuanha \| \| \| \| \| \| Carapichea ligularis \| \| \| \| \| \| Carapichea lucida \| \| \| \| |
|            | Carapichea affinis |
|            | |
|            | Carapichea dolichophylla |
|            | |
|            | Carapichea guianensis |
|            | |
|            | Carapichea ipecacuanha |
|            | |
|            | Carapichea ligularis |
|            | |
|            | Carapichea lucida |
|            | |